# Gäddede
Gäddede – miejscowość (tätort) w Szwecji, w regionie administracyjnym (län) Jämtland, w gminie Strömsund.
Według danych Szwedzkiego Urzędu Statystycznego liczba ludności wyniosła: 312 (31 grudnia 2015), 320 (31 grudnia 2018) i 301 (31 grudnia 2019).